# Mémoire épisodique
En psychologie cognitive, la mémoire épisodique désigne le processus par lequel l'être humain se souvient d'événements vécus dans leur contexte (date, lieu, état émotionnel). Il s'agit d'une sous-partie de la mémoire à long terme, qui se distingue elle-même de la mémoire sémantique (la mémoire des faits et des concepts), une distinction proposée par le psychologue canadien Endel Tulving en 1972.
La mémoire épisodique possède un ensemble de caractéristiques singulières qui sont importantes pour un individu car elles contribuent à construire son histoire personnelle. Les souvenirs de la mémoire épisodique ne peuvent être qu'autobiographiques étant donné que l'événement est rappelé à partir de la perspective de la personne à qui appartient le souvenir. Ces souvenirs sont créés de manière automatique, de façon non délibérée, même s'ils peuvent être modifiés par le raisonnement ou la répétition (qui modifie la quantité d'informations stockées). De plus, l'existence du souvenir ne possède pas une durée déterminée et est donc potentiellement infinie.

## Formation du souvenir
La mémoire épisodique est chargée de l’encodage, du stockage et de la récupération d’informations personnellement vécues, situées dans leur contexte temporel et spatial d’acquisition. Ce sont 3 étapes essentielles à la formation de souvenirs. Toutefois, le contexte d’encodage ne se limite pas au « quand » et au « où » l’information a été obtenue mais intègre aussi de multiples détails perceptivo-sensoriels et phénoménologiques, comme l'état émotionnel dans lequel on se trouvait au moment de l'encodage par exemple.

### Encodage
Ce processus traite les informations et les transforme en une représentation mnésique. Plus cet encodage est approfondi, meilleurs seront les processus suivants (consolidation et récupération). Par ailleurs, c'est aussi au moment de l'encodage que l'attention opère une sélection des informations, pertinentes selon nos buts ou en accord avec nos schémas préexistants, nos attentes ; ceci influence de facto ce que nous allons récupérer. En outre, au moment de l'encodage d'un événement, nous inférons automatiquement de l'information, un processus nécessaire à la compréhension de l'événement, surtout si ce dernier est ambigu,,.

### Consolidation ou stockage
Après la phase d'encodage, un processus de consolidation est initié permettant aux représentations d'être maintenues et réorganisées en mémoire à long terme. Ce processus se traduit par des changements de l'activité cérébrale pendant les heures qui suivent un apprentissage, et cette réorganisation prend un certain temps. Ce changement se fait à la fois au niveau cellulaire et systémique. 
Au niveau cellulaire, le stimulus induit un signal de transduction dans les neurones (signal intracellulaire qui peut induire des changements à court terme ou bien à long terme dans la cellule). Ce signal atteint le noyau qui active un facteur de transcription d'ARN, qui, à son tour, conduit à la synthèse de protéines. Celles-ci induisent un changement de la plastique cellulaire qui est corrélée aux traces mnésiques à long terme. D'ailleurs, l'injection d'une molécule bloquant la synthèse de ces protéines empêche le souvenir à long terme de se former, sans affecter le fonctionnement de la mémoire à court terme.
Au niveau systémique, la consolidation impliquerait une constante communication entre différentes structures cérébrales formant un circuit mnésique reliant le lobe temporal aux autres régions cérébrales. La stabilité de la mémoire à long terme est sous-tendue par ce circuit et, selon les régions impliquées, il peut s'agir de la mémoire épisodique, mais aussi d'autres formes de mémoires à long terme (par exemple procédurale ou sémantique). En mémoire épisodique, l'hippocampe est une région clé pendant la formation de souvenirs, notamment pendant la consolidation. Son interaction avec les autres régions cérébrales permettrait la réorganisation et le renforcement des connexions entre elles, consolidant l'information. Il semblerait que cette région maintiendrait l'information avant de l'envoyer vers les zones néocorticales.
Une étape importante de la consolidation d'un souvenir est le sommeil. Ce dernier permet la réactivation des séquences neuronales (ou circuits) impliquées lors d'un apprentissage vécu dans la journée, pendant la phase du sommeil profond, mais aussi pendant la phase REM (Rapid Eye Movement). De plus, le sommeil permettrait de réintégrer des représentations préexistantes à ce nouveau souvenir,,,.

### Récupération
La récupération est un processus qui permet de ramener à la conscience les représentations stockées. Elle se réfère à l'accès, la sélection, la réactivation ou la reconstruction de représentations internes emmagasinées (Dudai, 2002). 
En effet, pour récupérer des informations à long terme, il faut, d'une part, avoir accès à la trace mnésique correcte, ce n'est pas toujours le cas (phénomène du mot sur le bout de la langue) et, d'autre part, il faut dériver les informations utiles à partir de cette trace. Lorsque ce n'est pas le cas, plusieurs sortes de distorsions et d'illusions de la mémoire sont produites, notamment les faux souvenirs. Par ailleurs, plusieurs facteurs peuvent favoriser la récupération de ces informations : la similitude du contexte interne (humeur, sensations de l'individu, etc.) ou externe (lieu, objets environnementaux, etc.) entre l'encodage et le rappel, la motivation du sujet, le degré de compréhension des informations par celui-ci et sa coopération envers l'expérimentateur.

## Particularités
Ainsi, au sein de la mémoire épisodique, Shimamura et Squire (1987) proposent de distinguer la mémoire factuelle de la mémoire contextuelle. En effet, un souvenir épisodique est constitué d’éléments contextuels encodés généralement de manière incidente et d’informations factuelles, traitées plus profondément et encodées de façon intentionnelle. La mémoire du contexte est chargée de l’encodage et de la récupération de l’information contextuelle. La notion de contexte est une composante essentielle du souvenir épisodique car elle offre à l’individu de précieux indices pour récupérer l’information cible. En effet, c’est à partir des éléments phénoménologiques et contextuels, permettant une reviviscence consciente de l’événement, que l’individu aura accès à l’information factuelle. Ainsi, des difficultés d’encodage et de récupération de l’un des types d’information entraîneront le déclin de l’autre ainsi que du souvenir épisodique dans son ensemble.
Toutefois, la mémoire épisodique ne se limite pas à l’enregistrement d’informations factuelles, situées dans leur contexte temporel et spatial. Le souvenir épisodique est aussi associé à un état de conscience dit « autonoétique » qui offre à l’individu la capacité de « voyager mentalement dans le temps », de se représenter consciemment les événements passés et de les intégrer à un projet futur (Wheeler, Stuss et Tulving, 1997). La conscience autonoétique donne la possibilité à l’individu de prendre conscience de sa propre identité dans un temps subjectif (le « Self ») qui s’étend du passé au futur et lui permet une impression subjective du souvenir (Tulving, 1995 ; Wheeler et al., 1997). Ainsi, lors de la récupération d’un souvenir épisodique, la conscience autonoétique permet la reviviscence consciente de l’événement. Cet état de conscience propre à la mémoire épisodique est opposé par Tulving (1985) à la conscience noétique, caractéristique de la mémoire sémantique. 
L’évolution de la définition de la mémoire épisodique nous amène donc à considérer les informations factuelles, les informations contextuelles ainsi que la conscience autonoétique comme des composantes inhérentes du souvenir épisodique.
Une description de cette mémoire est présente dans l'œuvre de Marcel Proust dès le début du vingtième siècle. La fameuse madeleine n'étant qu'une infime partie de la description[De quoi ?] beaucoup plus étayée tout au long du roman À la recherche du temps perdu.

## Mémoire épisodique et neuroscience
Les zones de convergence-divergence sont vraisemblablement les lieux d'enregistrement et de reproduction des souvenirs[réf. nécessaire].